# Герб Сергиева Посада
Герб Сергиева Посада (официально герб муниципального образования «Городское поселение Сергиев Посад») — официальный символ городского поселения Сергиев Посад.
Герб внесён в Государственный геральдический регистр Российской Федерации с присвоением регистрационного номера 310.

## История

### Герб 1883 года

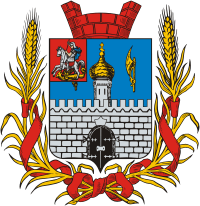
Герб Сергиевского Посада, 1883 г.

Изначально, после создания Сергиевского Посада 22 марта (по новому стилю 2 апреля) 1782 года город вошёл в состав Богородского уезда, из-за чего долгое время носил герб именно этого уезда.

Однако уже в 1883 году правительство Российской Империи решило переделать гербы столицы Москвы и городов Московской губернии в соответствии с законами западноевропейской геральдики. Так, 16 марта 1883 года был утверждён первый герб Сергиева Посада. Его описание было таковым:
В лазуревом щите серебряная монастырская стена с лазуревыми швами и закрытыми черными воротами, за которым возникает серебряная башня с золотым чешуйчатым куполом, увенчанным таковым же русским крестом, и сопровождаемая двумя золотыми бердышами в столбе, на таковых же древках. В вольной части — герб Московский.

Щит увенчан червленою башенною короною о двух зубцах и окружен двумя золотыми колосьями, соединенными Александровскою лентою.
Тем не менее, по указанию управляющего Гербовым отделением со всех городских гербов требовалось убрать всякие украшения, и в 1886 году герб Сергиевского Посада был лишён своей короны и колосьев с лентой.

### Герб Загорска (1967—1992 гг.)

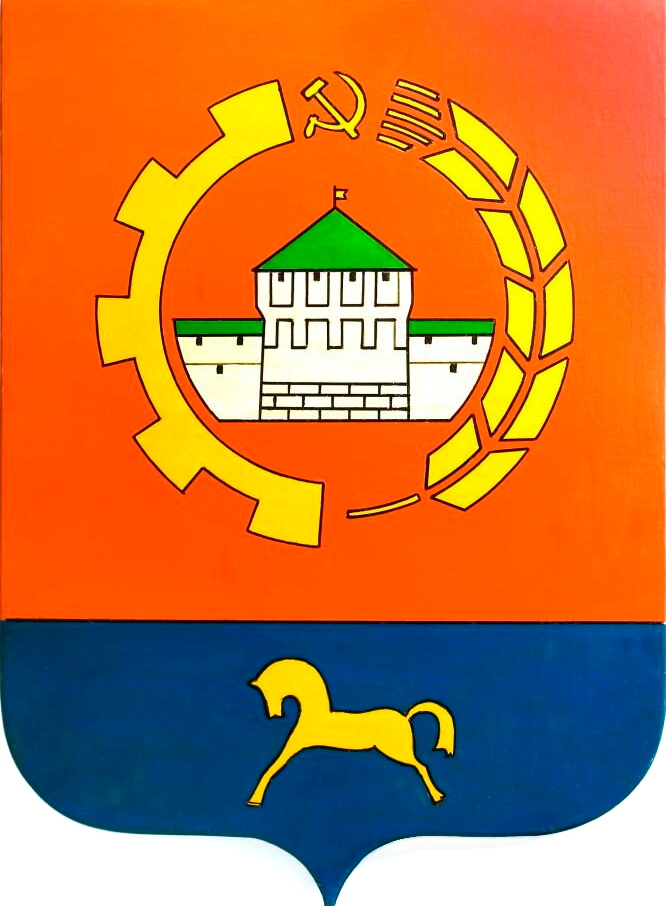
Герб города Загорска, 1967—1992 гг.

С началом Октябрьской революции и гражданской войны в России название города менялось несколько раз, но герб оставался де-юре нетронутым. Указания и распоряжения по поводу города чаще всего устанавливались либо с гербом СССР, либо с гербом РСФСР.
В 1967 году по случаю 50-летия Октябрьской революции был утверждён новый герб Загорска (название Сергиева Посада с 1935 по 1991 год). Части шестерни и золотого колоса отображают важное индустриальное значение города для Советского Союза. Главным художником и разработчиком герба был преподаватель техникума игрушки Олег Ярославович Штромбах.

### Герб с 1992 года
После окончания существования Советского Союза в 1991 году город Загорск перешёл под юрисдикцию Российской Федерации, и вскоре вернул себе прежнее название «Сергиев Посад». Вместе с этим, Совет народных депутатов Сергиева Посада решением № 6/6 решил восстановить 16 июня 1992 года прежний герб города. Новое описание для герба Сергиева Посада было следующее:
В лазоревом щите серебряная зубчатая стена с лазоревыми швами и закрытыми черными воротами на серебряных петлях. Возникающую серебряную башню с золотым чешуйчатым куполом, увенчанную золотым же русским крестом, сопровождают по сторонам два золотых бердыша в столб. В вольной части в красном поле всадник в серебряном одеянии и лазоревой мантии на скачущем серебряном коне колет золотым копьем золотого с зелеными крыльями дракона.

Щит увенчан червленой башенной короной о двух зубцах и обрамлен двумя золотыми колосьями, перевитыми червленой лентой.
Однако уже 1 октября 1997 года решением Сергиево-Посадского районного Совета народных депутатов герб был вновь лишён украшений в виде лент, колосьев и короны, распространившись также на всю территорию Сергиево-Посадского района (ныне Сергиево-Посадский городской округ).
Окончательно герб города Сергиев Посад был оформлен Решением Совета депутатов городского поселения Сергиев Посад 15 ноября 2006 года.

## Описание герба
Согласно Решению Совета депутатов городского поселения Сергиев Посад от 15.11.2006 г. № 15/10, герб Сергиева Посада имеет следующее описание:
«В лазоревом (синем, голубом) поле щита серебряная зубчатая, мурованная лазурью стена с чёрными воротами с серебряными скрепами на них, из-за которых возникает серебряная башня с золотым церковным куполом, который увенчан шестиконечным Голгофским крестом. По сторонам башни расположены два золотых бердыша в столб, лезвия которых обращены вправо».
Используемая в гербе Сергиева Посада цветовая гамма символизирует:
- золотой цвет: символ богатства, стабильности, уважения, солнечного света и энергии;
- серебряный цвет: символ чистоты, совершенства, мира и взаимопонимания;
- синий цвет: символ чести, благородства, духовности, чистого неба и водных просторов;
- чёрный цвет: символ мудрости, скромности, вечности бытия.

## Версии современного герба Сергиева Посада

### Стандартный герб Сергиева Посада
Согласно Решению Совета депутатов городского поселения Сергиев Посад от 15.11.2006 г. № 15/10, пункту 3.2., герб городского поселения Сергиев Посад может воспроизводиться в двух равно допустимых версиях:
- с вольной частью — четырехугольником, примыкающим к верхнему правому углу щита с воспроизведёнными в нем фигурами герба Московской области;
- без вольной части.

Оба герба могут равнозначно использоваться в качестве символа города Сергиев Посад.

### Герб Сергиева Посада с короной
Согласно Решению Совета депутатов городского поселения Сергиев Посад от 15.11.2006 г. № 15/10, пункту 3.3., Герб может воспроизводиться в двух равно допустимых версиях:
- Герб Сергиева Посада без короны
- Герб Сергиева Посада со статусной территориальной короной.

Версия герба со статусной территориальной короной применяется исключительно после утверждения Геральдическим Советом при Президенте Российской Федерации соответствующего законодательного закрепления порядка включения в гербы муниципальных образований изображения статусных территориальных корон.

## Хронология гербов Сергиева Посада
| Дата           | Изображение | Изменения |
| -------------- | ----------- | --- |
| 1883—1886 гг.  |             | В лазуревом щите серебряная монастырская стена с лазуревыми швами и закрытыми черными воротами, за которым возникает серебряная башня с золотым чешуйчатым куполом, увенчанным таковым же русским крестом, и сопровождаемая двумя золотыми бердышами в столбе, на таковых же древках. В вольной части — герб Московский. Щит увенчан червленою башенною короною о двух зубцах и окружен двумя золотыми колосьями, соединенными Александровскою лентою. |
| 1886—1918 гг.  |             | Убраны башенная корона с двумя зубцами и золотые колосья, соединённые Александровской лентой. |
| 1918—1967 гг.  |             | Де-юре герб не изменился. Де-факто, указы города обозначались с гербом РСФСР, реже с гербом СССР. |
| 1967—1992 гг.  |             | В центре — сторона Сергиево-Посадской Лавры без креста, обрамлена золотым колоссом и шестернёй, вверху серп и молот. Снизу изображён золотой конь на синем фоне. |
| 1992—1997 гг.  |             | Возвращён прежний формат герба 1883 года. |
| 1997—наст. вр. |             | Подредактирован в 1997—1998 гг., окончательно закреплён решением от 15 ноября 2006 года. |